# Malcolm Eric Trudgen
Malcolm Eric Trudgen (1951) es un botánico australiano. Realizó expediciones botánicos para el Herbario Nacional de Nueva Gales del Sur entre 1974 a 1988.

## Algunas publicaciones

### Libros
- malcolm eric Trudgeon, rebecca Archer. 2001. The vegetation and flora the bushland on the Elliott's property 'West Kingia', Shire of Serpentine-Jarrahadale, with an assessment of conservation value. Editor Bushcare, 37 pp.
- -----------------------------------. 1999. A flora and vegetation survey of Lots 46 and 47 Maralla Road and Lexia Avenue, Ellenbrook. Editor M.E Trudgen & Assoc. 278 pp.
- -----------------------------------. 1996a. An assessment of the conservation values of the remnant vegetation in the City of Wanneroo with recommendations for appropriate reserves for the City. Editor The City of Wanneroo, 137 pp.
- -----------------------------------, alan Tingay, et al. 1996b. A flora and vegetation survey of the coastal strip between Jurien Bay and the Hill River. Editor Alan Tingay & Assoc. 92 pp.
- -----------------------------------, bronwen Keighery. 1995a. A survey of remnant vegetation in the City of Gosnells west of the Darling Scarp: prepared for the City of Gosnells. Editor	The City, 285 pp.
- -----------------------------------, ---------------------------. 1995b. Flora of the Shark Bay World Heritage Area and its environs. Editor Dept. of Conservation and Land Management [distributor], 114 pp.
- -----------------------------------, bowman Bishaw Gorham. 1993. East Wanneroo natural resources mapping study, flora and vegetation. Editor Bowman Bishaw Gorham, 234 pp.
- -----------------------------------. 1992. A botanical survey of Signal Hill, City of Belmont. Editor M.E. Trudgen, 42 pp.
- -----------------------------------. 1991. A flora and vegetation survey of the coast of the city of Mandurah. Editor Dept. of Planning and Urban Development, 74 pp. ISBN 0730932486
- -----------------------------------. 1988. A flora and vegetation survey of the coast of the Shire of Mandurah. Editor State Planning Commission, 84 pp.
- -----------------------------------. 1984. The Leschenault Peninsula: a flora and vegetation survey with an analysis of its conservation value and appropriate uses. Nº 157 de Bulletin (Western Australia. Dept. of Conservation and Environment). Edición ilustrada de Dept. of Conservation & Environment, 40 pp. ISBN 0724468188

## Eponimia
- (Mimosaceae) Acacia trudgeniana Maslin[3]
- (Myrtaceae) Micromyrtus trudgenii Rye[4]
- (Stylidiaceae) Stylidium trudgenii Lowrie & Kenneally[5]